# Brachysphaenus
Brachysphaenus é um género de coleópteros da família Erotylidae.